# Ulmus boissieri
Ulmus boissieri är en almväxtart som beskrevs av Grudz.. Ulmus boissieri ingår i släktet almar, och familjen almväxter. Inga underarter finns listade i Catalogue of Life.